# OFC Sliven 2000
OFC Sliven 2000 (Bulgaars: Общински футболен кулб Сливен 2000) is een Bulgaarse voetbalclub uit Sliven.

## Geschiedenis
De club werd in 2000 opgericyht, twee jaar na het faillissement van FK Sliven. De club kon in 2006 terugkeren naar de tweede klasse en in 2008 volgde weer promotie naar de hoogste divisie. Het seizoen 2009/10 is het 25e seizoen dat de club voor het kampioenschap speelt. In 2012 degradeerde de club. Begin 2013 trok de club zich terug uit de competitie vanwege financiële problemen. In 2016 degradeerde de club uit de derde klasse en keerde terug in 2022. Na twee jaar degradeerde de club. 

## Bekende (ex-)spelers
- Yordan Letchkov
- Aleksandar Tonev
- Ivan Zafirov